# 슈어 (기업)

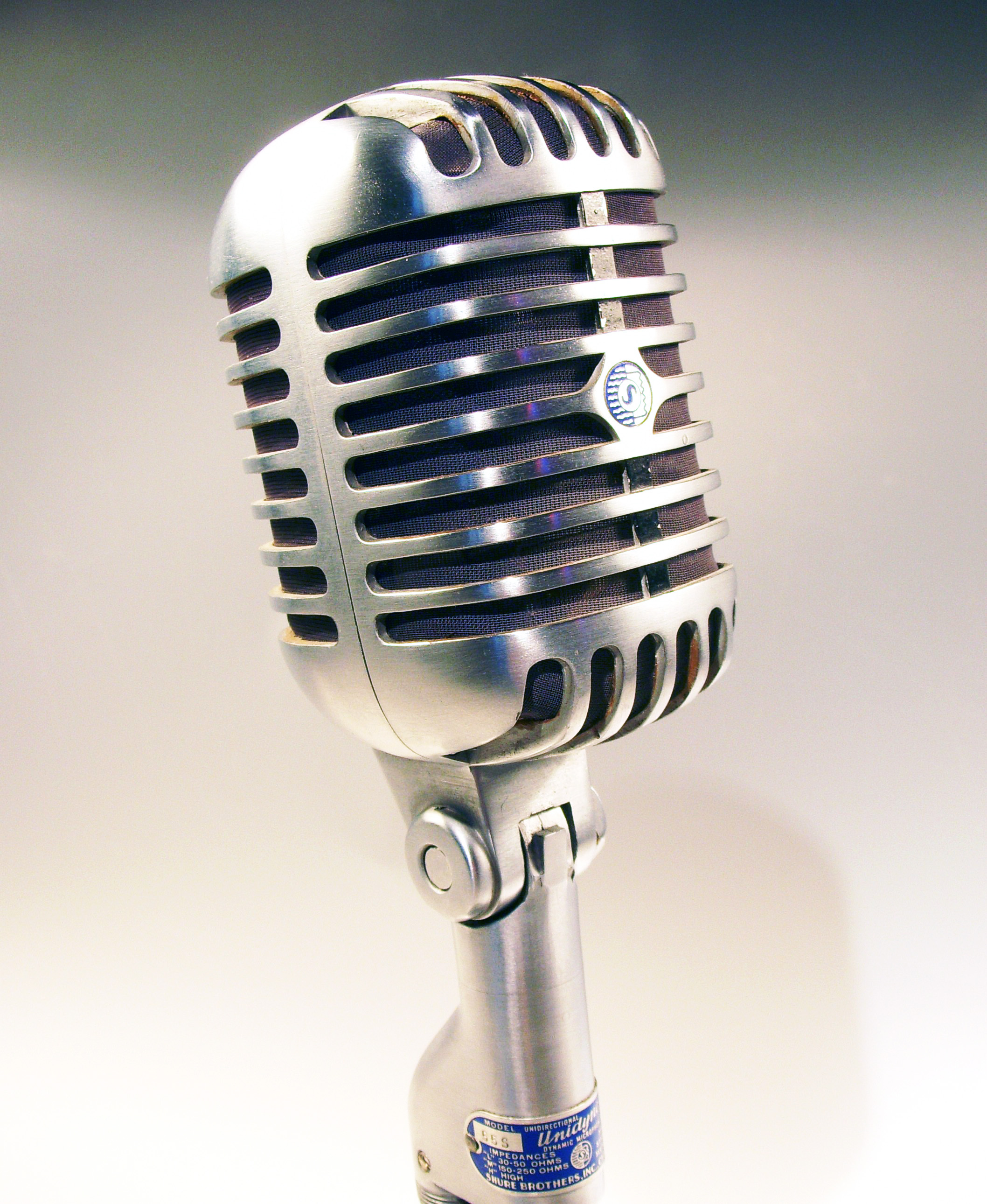
무선 마이크 슈어 55S

슈어(Shure)는 미국의 오디오 제품 기업이다. 시드니 N. 슈어에 의해 1925년 일리노이주 시카고에서 라디오 부품 키트의 공급사로서 설립되었다. 이 기업은 소비자 및 전문가용 오디오 전자기기 제조업체가 되었으며 마이크로폰, 무선 마이크 시스템, 축음기, 토론 시스템, 믹서, 디지털 신호 처리 등의 제조를 맡고 있다. 이 기업은 헤드폰, 하이엔드 이어폰, 개인 모니터 시스템 등 청취 제품들도 제조한다.